# 青鱼碘泡虫
青鱼碘泡虫（学名：Myxobolus mylopharyngodoni）为碘泡科碘泡虫属的动物。在中国，分布于浙江、湖北等，营寄生生活，寄生在青鱼的鳃、肾、鳍。